# Coupe du monde féminine de volley-ball 1985
Navigation
Coupe du monde 1981 Coupe du monde 1989
La 4e Coupe du monde de volley-ball féminin 1985 a eu lieu au Japon du 10
au 20 novembre 1985.

## Formule de compétition
La Coupe du monde de volley-ball 1985 a regroupé 8 équipes. Elle se compose des champions de 5 continents (Asie, Amérique du Nord, Amérique du Sud, Afrique, Europe) et de deux équipes invitées ("wild card").
Les matches seront disputés en Round Robin. Chaque équipe rencontre les autres (au total, 7 matches par équipe).

## Équipes présentes
- Japon : organisateur
- Tunisie : champion d'Afrique
- Cuba : champion d'Amérique du Nord
- Pérou : champion d'Amérique du Sud
- Chine : 2e au championnat d'Asie
- URSS : champion d'Europe
- Brésil : vice-champion d'Amérique du Sud ("wild card")
- Corée du Sud : 3e au championnat d'Asie ("wild card")

## Poule unique
| No | Équipe       | Points | Matches | Matches | Sets | Sets   | Sets  | Points | Points | Points |
| No | Équipe       | Points | gagnés  | perdus  | pour | contre | Ratio | pour   | contre | Ratio  |
| -- | ------------ | ------ | ------- | ------- | ---- | ------ | ----- | ------ | ------ | ------ |
| 1. | Chine        | 14     | 7       | 0       | 21   | 1      | 21,00 |        |        | 2.105  |
| 2. | Cuba         | 13     | 6       | 1       | 19   | 3      | 6,333 |        |        | 1.828  |
| 3. | URSS         | 12     | 5       | 2       | 15   | 7      | 2,143 |        |        | 1.231  |
| 4. | Japon        | 11     | 4       | 3       | 12   | 10     | 1,200 |        |        | 1.082  |
| 5. | Pérou        | 10     | 3       | 4       | 9    | 14     | 0,643 |        |        | 0.989  |
| 6. | Brésil       | 9      | 2       | 5       | 9    | 17     | 0,529 |        |        | 0.836  |
| 7. | Corée du Sud | 8      | 1       | 6       | 6    | 18     | 0.333 |        |        | 0.813  |
| 8. | Tunisie      | 7      | 0       | 7       | 0    | 21     | 0,000 |        |        | 0.136  |

## Tableau final
| Place              | Équipe       |
| ------------------ | ------------ |
| Médaille d'or      | Chine        |
| Médaille d'argent  | Cuba         |
| Médaille de bronze | URSS         |
| 4                  | Japon        |
| 5                  | Pérou        |
| 6                  | Brésil       |
| 7                  | Corée du Sud |
| 8                  | Tunisie      |